# Зоологический журнал
Зоологи́ческий журна́л (Москва, ISSN 0044-5134) — научный журнал, издаваемый РАН для публикации исследований в различных областях зоологии, включая историю зоологических исследований, информацию о конференциях, обзоры новых книг. Основан академиком А. Н. Северцовым и В. С. Елпатьевским в 1916 году.

## История
Издание журнала началось в 1916 году, журнал несколько раз менял название и издателей.

#### Учредители
- Том 1 (1916) — том 2 вып. 3/4 (1917) — Изд. при Зоол. отд. Имп. о-ва любителей естествознания, антропологии и этнографии. Под ред. А. Н. Северцова и В. С. Елпатьевского.
- Том 2 вып. 5 (1918) — том 3 (1922) — Изд. при Зоол. отд. О-ва любителей естествознания, антропологии и энтографии. Под ред. А. Н. Северцова.
- Том 4 (1924) — 10 (1930) — Глав. упр. науч. учреждениями (Главнаука); с т. 10 (1930) — А. Н. Северцов (ответственный редактор)
- Том 11 (1932) — 12 вып. 2 (1933) — Сектор науки Наркомпроса РСФСР; Под ред. А. М. Быховской, М. Л. Левина и А. Н. Северцова.
- Том 12 вып. 3 (1933) — 14 (1933) — Упр. ун-тов и науч.-исслед. учреждений Наркомпроса РСФСР;
- Том 15 (1936) — 16 вып. 3 (1937) — Упр. высш. школы Наркомпроса РСФСР;
- Том 16 вып. 4 (1937) — 17 вып. 3 (1938) — Народный комиссариат здравоохранения СССР…;
- Том 18 вып. 1 (1939) — 70 (1991) — Академия наук СССР;
- Том 71 (1992) — Российская академия наук.

#### Издательство
- Том 1 (1916) — Издательство при Зоологическом отделении Императорского общества любителей естествознания, антропологии и этнографии[2]
- Том 3 (1922) — 10 (1930) — Госиздат[2]
- Том 11(1932) — 13 вып. 1 (1934), т. 17 вып. 3 (1938) — Медгиз[2]
- Том 13 вып. 2 (1934) — 17 вып.2 (1938) — Биомедгиз[2]
- Том 17 вып. 4 (1938) — 42 вып. 12 (1963) — изд-во Академии наук СССР
- Том 43 вып. 1 (1964) — т. 75 (1996), Т. 83, № 3 (2004) — Наука
- Том 76 (1997) — т. 77 (1998) — Наука, МАИК «Наука»
- Том 78 (1999) — т. 97, № 6 (2018) — Наука, МАИК «Наука/Интерпериодика»
- Том 97, № 7 (2018) — наст. вр. — ИКЦ «Академкнига»

#### Место издания
- Том 1 (1916) — том 2 (1917) — Москва[2]
- Том 3 (1922) — Москва-Петроград[2]
- Том 4 (1924) — Москва[2]

#### Главные редакторы
- проф. А. Н. Северцов и доц. В. С. Елпатьевский
- акад. А. Н. Северцов
- А. М. Быховская, М. Л. Левин и А. Н. Северцов
- акад. Е. Н. Павловский
- член-корр. АН СССР К. М. Рыжиков
- член-корр. АН СССР Г. А. Викторов
- акад. В. Е. Соколов (1974—1988)
- акад. Л. П. Татаринов (1988—1993)
- акад. В. Е. Соколов (1994—1995)
- акад. Ю. И. Чернов (1995—2012)
- акад. Ю. Ю. Дгебуадзе (с 2012)

## Названия
- Том 1 (1916) — том 10 (1930) — Русский зоологический журнал;[1]
- Том 11 (1932) — Зоологический журнал;

## Редакция
Главный редактор — акад. Ю. Ю. Дгебуадзе.
Члены редакционной коллегии: акад. В. Н. Большаков, д.б.н. Р. Д. Жантиев, член-корр. РАН Э. В. Ивантер, д.б.н. Н. Н. Иорданский, к.б.н. Е. А. Коблик, член-корр. РАН М.-Р. Д. Магомедов, д.б.н. К. В. Макаров, д.б.н. М. В. Мина, акад. Д. С. Павлов, акад. О. Н. Пугачёв, член-корр. РАН А. В. Суров (зам. главного редактора), д.б.н. Д. Ю. Тишечкин, к.б.н. Н. А. Формозов (отв. секретарь), д.б.н. А. Б. Цетлин, д.б.н. С. Ю. Чайка, член-корр. РАН Н. С. Чернецов, д.б.н. А. В. Чесунов.

## Современное состояние
В последние годы выходит 12 номеров в год на русском языке. С 1997 по 1999 годы публиковался также на английском языке под названием Russian Journal of Zoology. С сентября 2000 года все статьи по энтомологии из «Зоологического журнала» публикуются в английской версии журнала «Энтомологическое обозрение» (Entomological Review) и часть оставшихся статей в журнале Biology Bulletin. Тираж менялся от 5000 экз. до сотни в последние годы.
Журнал включён в Список научных журналов ВАК Минобрнауки России.